# Жебровский, Дмитрий Петрович
Дмитрий Петрович Жебровский (7 ноября 1897 — 29 августа 1971) — советский военачальник, генерал-майор, начальник Московского военно-технического училища НКВД им. Менжинского в 1938—1944 годах.

## Биография
В рядах РККА с 1918 года, участник Гражданской войны в России. Начальник отделения отдела боевой подготовки УПВО НКВД Восточно-Сибирского края. Полковник (15 июня 1936), комбриг (25 мая 1939), генерал-майор (3 мая 1942).
Был начальником учебного отдела в Ново-Петергофском военном училище НКВД имени К. Е. Ворошилова, начальник этого училища с 7 сентября 1937 года, первый начальник Орджоникидзевского военного училища пограничных и внутренних войск НКВД СССР с 30 декабря 1937 года. 20 февраля 1938 года полковник Жебровский вступил на пост начальника Московского военно-технического училища НКВД имени В.Р.Менжинского.
В начале Великой Отечественной войны училище имени Менжинского выпустило досрочно 837 курсантов и слушателей, войдя 16 октября 1941 года в состав 2-й мотострелковой дивизии НКВД. Комбриг Жебровский участвовал в обороне Москвы, руководя восточным боевым участком. 20 октября 1941 года училище было эвакуировано в Новосибирск. С 1944 года генерал-майор Жебровский был заместителем начальника Управления вузов НКВД, МВД СССР, позже стал начальником Управления, продолжая работу в системе учебных заведений МВД СССР.
Супруга — Лидия, дочь — Элла. Похоронен с супругой и дочерью на Николо-Архангельском кладбище.

## Награды
- Орден Ленина (21 февраля 1945) — за выслугу лет в войсках, органах НКВД и милиции[7]
- Орден Кутузова II степени (21 сентября 1945)[8]
- Орден Красного Знамени
  - 20 сентября 1943 — за успешное выполнение в условиях Отечественной войны заданий Правительства по охране государственной границы СССР и обеспечению службы охраны в тылу действующей Красной Армии[9]
  - 3 ноября 1944 — за выслугу лет в войсках, органах НКВД и милиции[10]
- Орден Красной Звезды
  - 14 февраля 1941 — в ознаменование XX годовщины пограничных войск НКВД СССР, отмечая самоотверженность и мужество в охране границ Социалистической Родины, а также достижения в деле боевой и политической подготовки войск[11]
  - 3 декабря 1944 — за успешное выполнение специальных заданий Правительства[12]
- Медаль «XX лет Рабоче-Крестьянской Красной Армии» (22 февраля 1938)[13]